# عالم داد لالیکا
عالم داد لالیکا (اردو: عالم داد لالیکا؛ زادهٔ ۱۲ مارس ۱۹۸۷)، سیاست‌مدار اهل پاکستان، از حزب راست‌گرا و محافظه‌کار مسلم لیگ، و در حال حاضر، عضو مجلس ملی پاکستان است.